# Ллянкіуе (провінція)
Лльянкі́уе (ісп. Provincia de Llanquihue) — провінція в Чилі у складі регіону Лос-Лагос.
Включає 9 комун.
Територія — 14877 км².  Населення — 408052 осіб (2017). Щільність населення — 27.43 чол./км².
Адміністративний центр - Пуерто-Монт.

## Географія
Провінція розташована в центральній частині регіону Лос-Лагос.
Провінція межує:
- на півночі - провінція Осорно
- на сході — провінції Неукен і Ріо-Негро (Аргентина)
- Півдні — провінції Чилое і Палена
- на заході — Тихий океан

## Адміністративний поділ
Провінція включає 9 комун:
- Кальбуко. Адмін.центр - Кальбуко.
- Кочамо. Адмін.центр - Кочамо.
- Фресія. Адмін.центр - Фресія.
- Фрутильяр. Адмін.центр - Фрутильяр.
- Ллянкіуе. Адмін.центр — Ллянкіуе.
- Лос-Муермос. Адмін.центр - Лос-Муермос.
- Маульїн. Адмін.центр — Маульїн.
- Пуерто-Монт. Адмін.центр - Пуерто-Монт.
- Пуерто-Варас. Адмін.центр - Пуерто-Варас.